# Война при Ифни
Войната при Ифни, известна като Забравената война (на испански: Guerra Olvidada), е поредица от въоръжени нахлувания в испанска Западна Африка от Мароко. Тя започва през октомври 1957 г. и завършва с неуспешната обсада на Сиди Ифни.
Войната може да се разглежда като част от общото движение за деколонизация, което помита Африка през втората половина на 20 век, и е проведена основно чрез части от мароканската армия за освобождение, които вече не са обвързани в конфликти с французите, ангажирайки значителна част от своите ресурси и работна ръка за завладяването на испанските владения.

## Причини
Градът Сиди Ифни е включен в испанската колониална империя през 1860 година. През следващите десетилетия френско-испанското сътрудничество довежда до създаването и разширяването на испанските протекторати на юг от града. Испанското влияние получава международно признание на Берлинската конференция от 1884. През 1946 г. различни крайбрежни и вътрешни колонии са кодифицирани като испански територии в Западна Африка.
Веднага след независимостта си от Франция през 1956 г. Мароко започва да проявява интерес към испанските владения, твърдейки, че това са историческа и географска част от нейната територия.

## Ход на военните действия
Бурни демонстрации срещу чуждото владичество избухват в Ифни на 10 април, последвани от граждански вълнения и широко разпространени убийства на тези, които са лоялни към Испания. В отговор на Генералисимус Франко са изпратени два батальона на испанския легион (елитна бойна сила) за Ел Аюн през юни.
Испанската военна мобилизация довежда до приближаване на мароканската армия до Ифни. На 23 октомври две села в покрайнините на Сиди Ифни, Гоулимине и Боу Изаргуен, са окупирани от 1500 марокански войници (moukhahidine). Обкръжаването на Ифни започва. Два батальона достигат Испанска Сахара преди началото на военните действия.

### Щурмуване на Ифни
На 21 ноември испанското разузнаване в Ифни съобщава, че нападенията от мароканците са били неизбежни. Два дни по-късно испанските линии за комуникация са отрязани и 2000 мароканци щурмуват испанските гарнизони и оръжейници в и около Ифни.
Въпреки че мароканците в Сиди Ифни са били лесно отблъснати, два близки испански предни поста са били изоставени, а много други остават под тежка обсада.

### Тилуин
В Тилуин, 60 Тирадорес де Ифни (местна пехота с испански и специализиран персонал), се опитва да отблъсне със сила стотици мароканци. На 25 ноември е била позволена намеса. Флот от пет CASA 2.111 бомбардировачи (испански варианти на Heinkel He-111) бомбардира вражески позиции, докато равен брой CASA 352 (испански версии на Junkers Ju-523M) пускат 75 парашутиста на преден пост.
На 3 декември, пробивайки обсадата и превземайки летището, пристигат войници от испанския легион. Всички военни и цивилни служители са евакуирани по суша до Сиди Ифни.

### Обсадата на Сиди Ифни
Първоначалните атаки на мароканците са като цяло успешни. В продължение на две седмици мароканците и техните племенни съюзници имат контрол над по-голямата част от Ифни, изолирайки вътрешните испански единици. Едновременни атаки са били обявени в испанската част на Сахара.
В отговор мароканските единици се опитват да заобикалят и обсадят Сиди Ифни, надявайки се да подбудят народно въстание. Но мароканците подценяват силата на испанските укрепления. По море испанската флота инвестира в изграждане на километри окопи и предни постове и така със 7500 защитника на 9 декември Сиди Ифни се оказва непревземаем. Обсадата продължава до юни 1958 г. без проблеми и сравнително безкръвно.

### Битката при Едчера
През януари 1958 г. Мароко удвоява своя ангажимент към испанската кампания, реорганизирайки всички военни части на испанска територия като „Армия за освобождение на юг от Сахара“.
На 12 януари подразделение на армията за освобождение напада испански гарнизон в Ел Аюн. Отблъсната и принудена да отстъпи от испанците, армията насочва усилията си на югоизток. Друга възможност възниква на следващия ден в Едчера, където 13-и батальон провежда разузнавателна мисия. Неочаквано подхлъзване обаче в големите дюни в близост до испанските позиции, кара мароканците да открият огън. Нападнати в засада, легионерите се бият, за да удържат единство, отблъсквайки нападенията с минохвъргачки и огнестрелни оръжия. Забележителна битка е била наблюдавана при първи взвод, който упорито не предавал територии на Мароко, докато тежките загуби не го принудили да се оттегли. Кървавите атаки продължават до идването на нощта, срещайки яростната съпротива на испанците, които претърпяват тежки загуби. При падането на нощта мароканците са твърде разпръснати, за да продължат нападението и изчезват в тъмнината.

### Почистване на Испанска Сахара
През февруари 1958 г. френско-испански корпус стартира мащабна офанзива, която последователно демонтира мароканската армия за освобождение. За първи път масово се чувства европейската сила. Франция и Испания разполагат със 150 самолета.
Първо е трябвало да паднат мароканските крепости в Тан-Тан. Бомбардирайки ги по въздух и суша, 150 души от армията за освобождение биват убити.
На 10 февруари 4-ти, 9-и и 13-и испански легион, организирани в моторизирана група, прекарва мароканците от Едчера и помита градовете Тафърдат и Смара.
Испанската армия в Ел Аюн, заедно с френските сили от Форд Гоуаурд, залавя мароканците на 21 февруари, унищожавайки концентрираните сили на сахарската армия за освобождение между Бир Назахан и Аусерд.

## Последствия
На 2 април правителствата на Испания и Мароко подписват договора от Ангра де Синтра. Мароко получава района на Тарфая (колонията Кейп Жуби), между реката Драа и паралела 27 º 40 ', с изключение на Сиди Ифни и Испанска Сахара.
Испания запазва влиянието си над Ифни до 1969 г., когато под международен натиск (с резолюция 2072 на ООН от 1965 г.) градът е върнат на Мароко. Испания контролира Западна Сахара до Зеления марш през 1975 г., а нахлуването на мароканската армия предизвика отстъплението на испанците.